# La Ville-aux-Dames
 La Ville-aux-Dames  es una población y comuna francesa, situada en la región de  Centro, departamento de Indre y Loira, en el distrito de Tours y cantón de Montlouis-sur-Loire.

## Demografía
| 1420 | 1915 | 2479 | 3481 | 4193 | 4647 |
| Para los censos de 1962 a 1999 la población legal corresponde a la población sin duplicidades (Fuente: INSEE [Consultar]) |      |      |      |      |      |